# AV出演被害防止、救济法
AV出演被害防止、救济法，又称AV被害救济法，AV新法等，是为防止出演日本成人影片（AV）相关受害而制定的日本法律。于2022年（令和4年）6月22日公布，同年6月23日起施行。

## 构成
- 第1章 总则（第1条 - 第3条）
- 第2章 出演契约等相关特则
  - 第1节 缔结等相关特则（第4条 - 第6条）
  - 第2节 履行等相关特则（第7条 - 第9条）
  - 第3节 无效、取消及解除等相关特则（第10条 - 第14条）
  - 第4节 差止请求权（第15条）
- 第3章 特定电气通信服务提供者损害赔偿责任限制及发信者信息披露相关法律（日语）特例（第16条）
- 第4章 咨询体制整备等（第17条 - 第19条）
- 第5章 罚则（第20条 - 第22条）
- 附则

## 概要
本法律概要如下:
- 签订出演合同时有义务交付书面合同等，并说明合同内容
- 禁止在签约后1个月内拍摄
- 拍摄时有义务确保出演者安全
- 出演者可拒绝违背意愿的性行为等
- 出演者可在公开发布前检查拍摄的影像
- 禁止在全部拍摄结束后4个月内公开发布
- 即使拍摄时已同意，出演者也可在公开发布后1年内[b]无条件解除合同
- 若未签合同即公开发布，或合同已取消或解除，出演者可请求停止销售或传送等

本法律亦适用于个人拍摄的AV和同人AV。

## 立法经过
长久以来，Human Rights Now、PAPS等受害者支援团体一直呼吁立法，以防出演成人影片所带来损害。
2022年4月1日，修正民法施行，成人年龄下调至18岁，18岁和19岁人士不再享有未成年者取消权（撤销未经家长同意所签合同的权利），外界担心18、19岁年轻人会在无法自由判断情况下，被迫签约出演成人影片，出现更多受害者，就此展开跨党派讨论。
4月1日，民法修正当天，在野党立宪民主党就强迫出演成人影片问题向内阁府提出紧急促请。同年4月6日，执政党自由民主党“争取实现无性暴力社会议员联盟”认同有必要修改法律，防止年轻人在成人年龄下调后被迫出演成人影片，将紧急着手处理法律框架问题。同年4月13日，自民、公明两党的执政党“AV出演被害防止相关项目组”首次开会，同意通过制定具体措施的议员法案。
2022年4月26日，自由民主党、公明党、立宪民主党、日本维新会、国民民主党、日本共产党，共六个朝野政党的实务者协议达成共识，争取在第208回国会完成立法。执政党方面认为取消权难以恢复，决定建立有相同法律效果的新框架。同年5月13日，朝野六党跨党派会议，就法案草案达成一致。草案主要规定明示拍摄内容的书面合同签订义务，以及同意后也可于拍摄起至影像公开发布后一年内无条件解除合同，同时设立签约至拍摄需一个月、拍摄至影像公开发布需四个月的时间规定，不过没有恢复未成年者取消权。

### 法案提出与审议经过
- 2022年5月25日，众议院内阁委员会（日语）收到议员法案，由自由民主党、立宪民主党、日本维新会、公明党、国民民主党、众议院有志之会共同提出[3][14]，同日全会一致通过[15]。
- 同年5月27日，众议院本会议全会一致通过[16]。
- 同年6月14日，参议院内阁委员会（日语）全会一致通过[17]。
- 同年6月15日，参议院本会议通过，法案成立[2]。

## 脚注